# Europacup II 1981/82
De 21ste editie van de Beker der Bekerwinnaars werd door het Spaanse FC Barcelona gewonnen in de finale tegen Standard Luik. Voor Barcelona was het de 2de titel in de competitie.

## Voorronde
| Team #1               | Tot.  | Team #2                  | 1ste wed | 2de wed |
| --------------------- | ----- | ------------------------ | -------- | ------- |
| Politehnica Timișoara | 2 - 5 | 1. FC Lokomotive Leipzig | 2 - 0    | 0 - 5   |

## Eerste ronde
| Team #1                  | Tot.             | Team #2                  | 1ste wed | 2de wed      |
| ------------------------ | ---------------- | ------------------------ | -------- | ------------ |
| Fram Reykjavík           | 2 - 5            | Dundalk FC               | 2 - 1    | 0 - 4        |
| Ajax Amsterdam           | 1 - 6            | Tottenham Hotspur        | 1 - 3    | 0 - 3        |
| SKA Rostov aan de Don    | 5 - 0            | Ankaragücü               | 3 - 0    | 2 - 0        |
| Eintracht Frankfurt      | 2 - 2 (5-4 n.p.) | PAOK Thessaloniki        | 2 - 0    | 0 - 2 (n.v.) |
| Swansea City AFC         | 1 - 3            | 1. FC Lokomotive Leipzig | 0 - 1    | 1 - 2        |
| Jeunesse Esch            | 2 - 7            | Velez Mostar             | 1 - 1    | 1 - 6        |
| ASVS Dukla Praag         | 4 - 2            | Rangers FC               | 3 - 0    | 1 - 2        |
| FC Barcelona             | 4 - 2            | Trakia Plovdiv           | 4 - 1    | 0 - 1        |
| Vålerenga IF             | 3 - 6            | Legia Warschau           | 2 - 2    | 1 - 4        |
| Lausanne Sports          | 4 (u) - 4        | Kalmar FF                | 2 - 1    | 2 - 3        |
| KTP Kotka                | 0 - 5            | SEC Bastia               | 0 - 0    | 0 - 5        |
| Dinamo Tbilisi           | 4 - 2            | Grazer AK                | 2 - 0    | 2 - 2        |
| Enosis Neon Paralimni FC | 1 - 8            | Vasas SC                 | 1 - 0    | 0 - 8        |
| Floriana FC              | 1 - 12           | Standard Luik            | 1 - 3    | 0 - 9        |
| Vejle BK                 | 2 - 4            | FC Porto                 | 2 - 1    | 0 - 3        |
| Ballymena United         | 0 - 6            | AS Roma                  | 0 - 2    | 0 - 4        |

## Tweede ronde
| Team #1                  | Tot.             | Team #2             | 1ste wed | 2de wed      |
| ------------------------ | ---------------- | ------------------- | -------- | ------------ |
| Dundalk FC               | 1 - 2            | Tottenham Hotspur   | 1 - 1    | 0 - 1        |
| SKA Rostov aan de Don    | 1 - 2            | Eintracht Frankfurt | 1 - 0    | 0 - 2        |
| 1. FC Lokomotive Leipzig | 2 - 2 (3-0 n.p.) | Velez Mostar        | 1 - 1    | 1 - 1 (n.v.) |
| ASVS Dukla Praag         | 1 - 4            | FC Barcelona        | 1 - 0    | 0 - 4        |
| Legia Warschau           | 3 - 2            | Lausanne Sports     | 2 - 1    | 1 - 1        |
| SEC Bastia               | 2 - 4            | Dinamo Tbilisi      | 1 - 1    | 1 - 3        |
| Vasas SC                 | 1 - 4            | Standard Luik       | 0 - 2    | 1 - 2        |
| FC Porto                 | 2 - 0            | AS Roma             | 2 - 0    | 0 - 0        |

## Kwartfinale
| Team #1                  | Tot.  | Team #2             | 1ste wed | 2de wed |
| ------------------------ | ----- | ------------------- | -------- | ------- |
| Tottenham Hotspur        | 3 - 2 | Eintracht Frankfurt | 2 - 0    | 1 - 2   |
| 1. FC Lokomotive Leipzig | 2 - 4 | FC Barcelona        | 0 - 3    | 2 - 1   |
| Legia Warschau           | 0 - 2 | Dinamo Tbilisi      | 0 - 1    | 0 - 1   |
| Standard Luik            | 4 - 2 | FC Porto            | 2 - 0    | 2 - 2   |

## Halve finale
| Team #1           | Tot.  | Team #2       | 1ste wed | 2de wed |
| ----------------- | ----- | ------------- | -------- | ------- |
| Tottenham Hotspur | 1 - 2 | FC Barcelona  | 1 - 1    | 0 - 1   |
| Dinamo Tbilisi    | 0 - 2 | Standard Luik | 0 - 1    | 0 - 1   |

## Finale
| Team #1      | Uitsl. | Team #2       |
| ------------ | ------ | ------------- |
| FC Barcelona | 2 - 1  | Standard Luik |